# Louis Joinet
« Joinet » redirige ici. Pour l’article homophone, voir Jouannais.
Louis Joinet, né le 26 mai 1934 à Nevers et mort le 22 septembre 2019 dans le 19e arrondissement de Paris,, est un magistrat français, expert indépendant auprès du Comité des droits de l’homme de l’ONU. Il a fondé le Syndicat de la magistrature, syndicat classé à gauche, en 1968.

## Biographie

### Famille et formation
Louis Joinet est le fils d'un épicier « Action française » devenu partisan de François Mitterrand. Enfant, il pratique le scoutisme.
Il est l'époux de Germaine Joinet, médecin et militante au sein de diverses associations, morte en 2008.

### Carrière
Au début des années 1950, il commence sa carrière comme éducateur de rue où il aide les jeunes du quartier des Halles à Paris. Pendant la guerre d'Algérie, il est chargé de l'enseignement des sous-officiers de carrière.
De retour de la guerre d'Algérie en 1961, il commence des études de droit. Cela le mène à l'École nationale de la magistrature dont il sort major en 1966.
En 1968, il fonde le Syndicat de la magistrature,.
Au début de sa carrière, il s'intéresse à l'informatique alors balbutiante afin d'évaluer l'impact de ces technologies sur le droit. Il représente la France au sein du Conseil de l'Europe.
En avril 1972, il soutient les habitants du Larzac qui refusent la décision officielle de l’extension du camp militaire situé sur leur plateau. Dans un premier temps, il conseille juridiquement l'opération « Livrets Militaires » qui consiste, pour plusieurs centaines de paysans, en signe d'insoumission, à renvoyer leurs livrets militaires. Cette opération non-violente connait une grande ampleur : 1030 livrets sont remis solennellement à la présidence du Parlement européen. Il imagine ensuite « l'imbroglio juridique » des terres du Larzac en créant les GFA, les groupements fonciers agricoles : l'idée est de faire acheter des petites parcelles d'1 m2 à des sympathisants sur des parties d'un seul tenant, particulièrement convoitées par l'armée. L'opération des GFA vise à complexifier au maximum la procédure d'expropriation afin de créer un véritable cauchemar pour l'administration. L'opération est un succès et en 1981, François Mitterrand, nouvellement élu, renonce à cette extension.
À la suite du scandale SAFARI, et à la demande de Bernard Tricot (alors membre du Conseil d'État), il rédige la partie internationale - diagnostic et perspectives - du rapport Tricot. Ce rapport donnera naissance à la Loi informatique et libertés. Il participe ensuite de manière active à la rédaction de la loi relative à l'informatique, aux fichiers et aux libertés du 6 janvier 1978.
Après le vote de la loi, il fut le premier directeur juridique de la Commission nationale de l'informatique et des libertés. Il en est débarqué en décembre 1980 ce qui provoquera un scandale médiatique.
Il est conseiller des Premiers ministres de François Mitterrand entre 1981 et 1993.
En 1993, lors de la guerre en Bosnie-Herzégovine, il est nommé adjoint au Rapporteur spécial de l'ONU sur la situation des droits de l'homme dans le pays et, à ce titre, il intervient dans de nombreux médias pour alerter sur la situation des populations civiles.
À la fin des années de plomb en Italie, il est l'un des promoteurs, avec l'avocat Jean-Pierre Mignard et le philosophe Félix Guattari, de la doctrine dite Mitterrand d'accueil de jeunes réfugiés terroristes italiens d'extrême gauche qui sortent de la clandestinité,,. Il joue également un rôle de négociateur avec des membres d'ETA recherchés pour des faits de terrorisme. Plusieurs années après, un Collectif des victimes du terrorisme au Pays basque (Covite) portera plainte contre Louis Joinet pour avoir « fait obstacle à la détention » de ces membres de l'ETA.
À partir de 1995, à titre bénévole, et toujours pour le Haut-Commissariat des Nations unies aux droits de l'homme, il visite 174 lieux de détentions dans le monde. Ses rapports alimentent de nombreux communiqués de la FIDH et d'Amnesty International.
Il a été l'auteur, en 1997, des principes contre l'impunité du Haut-Commissariat des Nations unies aux droits de l'homme, aussi appelés les « principes Joinet », qui font partie des principes de la justice transitionnelle. Les « principes Joinet » sont des principes de lutte contre l'impunité des violations des droits de l'Homme. Ils se subdivisent en trois piliers : le droit de savoir la vérité pour les victimes de violations, le droit à la justice et le droit à réparations pour ses mêmes victimes.
En 2007, il signe l'« appel des intellectuels » appelant à voter pour Ségolène Royal et, en 2012, d'une tribune intitulée « Pour une nouvelle république » appelant à voter pour le candidat François Hollande.
En 2011, le journaliste, biographe et réalisateur Frantz Vaillant réalise un film de 55 minutes « Un certain monsieur Joinet » qui rend un hommage appuyé à sa vie et à son parcours pour la défense des Droits Humains.
Il a publié ses mémoires en 2013.
Un des personnages de la série télévisée française Sanctuaire, diffusée en 2015, qui aborde notamment le rôle de la France dans la tentative de négociations, au milieu des années 1980 entre l’ETA et l'Espagne, est inspiré de Louis Joinet.
Fin 2016, il cofonde l'Association des magistrats allergiques aux décorations.